# Сточный треугольник
Сточный треугольник — элемент мостового полотна мостовых сооружений с пролётными строениями не имеющими поперечного уклона (балочно-диафрагменными или плитными). Сточный треугольник элемент из мелкозернистого гидрофобного бетона переменной толщины с уклоном от оси проезжей части к тротуарам, одновременно служит выравнивающим слоем. Сточный треугольник в настоящее время утратил актуальность в автодорожных мостовых сооружениях. Массово применялся в 50-60-х годах 20 века в соответствии с действующими тогда типовыми проектами.   